# Принц Ютландии
«Принц Ютла́ндии» (англ. Prince Of Jutland) — драматический приключенческий художественный фильм.

## Сюжет
По мотивам средневековой датской хроники Саксона Грамматика, которая легла в основу трагедии Шекспира «Гамлет». Финал благополучный: отомстив своему дяде, самозванцу Фенгу, за смерть отца и брата, Амлед становится королём данов.

## В ролях
- Том Уилкинсон — Харвендел, король данов
- Гэбриэл Бирн — Фенг, его брат
- Хелен Миррен — Герут, жена Харвендела
- Кристиан Бейл — Амлед, сын Харвендела и Герут
- Брайан Кокс — Этельвин, английский герцог
- Кейт Бекинсейл — Этель, дочь Этельвина
- Стивен Веддингтон — Риболд
- Тони Хейгарт — Рагнар
- Фредди Джонс — Бьёрн
- Саския Уикхэм — Гунвор, любовница Эмлета
- Брайан Гловер — Кэдмон
- Марк Уильямс — Аслак
- Энди Серкис — Торстен
- Филип Рам — Альфред, сын Этельвина
- Юэн Бремнер — Фровин
- Ричард Демпси — Сигурд, младший сын Харвендела и Герут
- Дэвид Бэйтсон — Хотер